# 卍

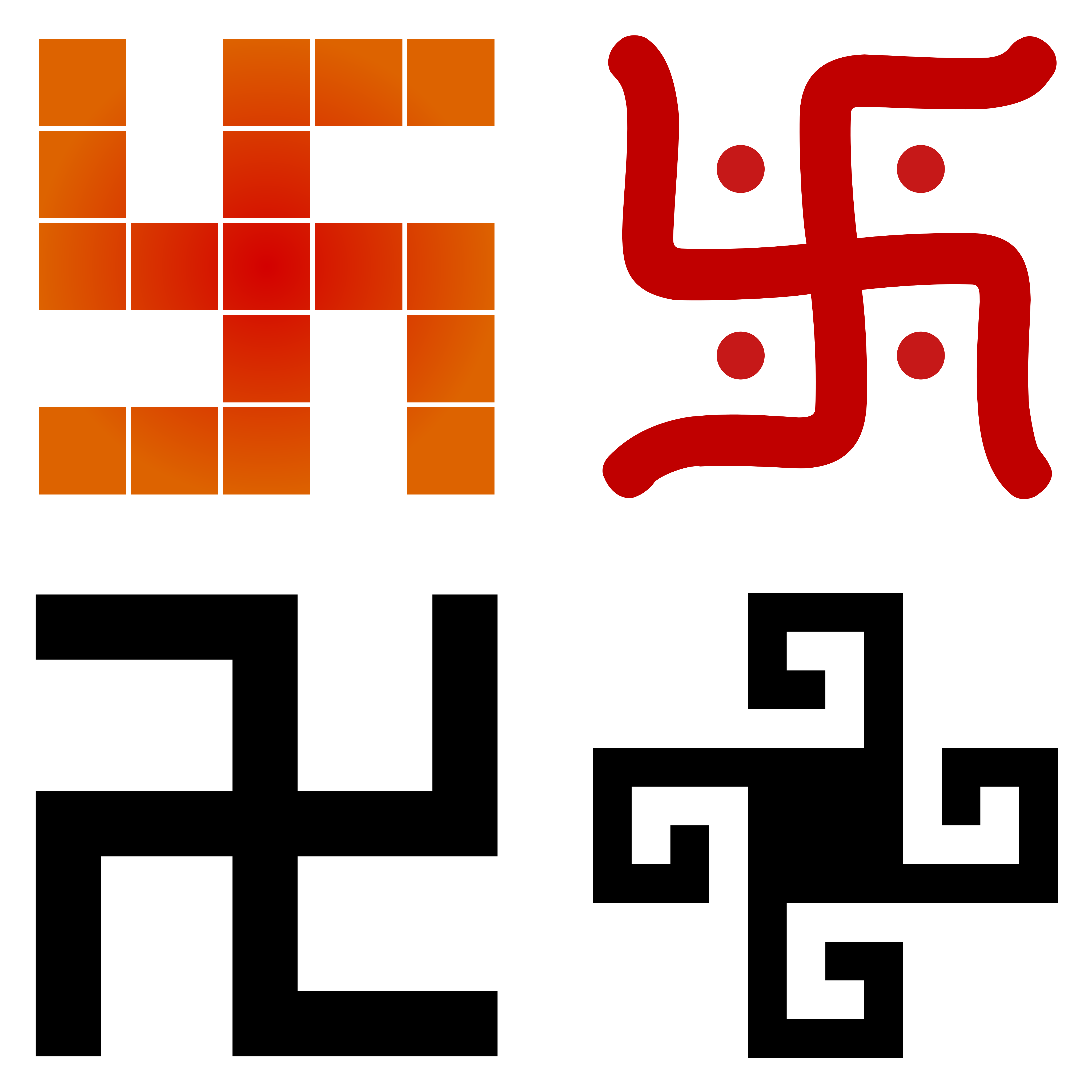
許多文化中的卍符號，以不同風格繪製，具有不同含義。

不同版本的“卍”字

卍（左旋）或卐（右旋）（中文读作「万」；注音：ㄨㄢˋ；拼音：wàn；粵拼：maan6；该字称“万字”）是一對古老的符號，也是漢字系統的其中一對字符。「卍」和「卐」两个字符已作为中日韩统一表意文字收录于Unicode之中。

## 背景
中国最早的「卍」字符出现在距今五千多年前马家窑文化的彩陶上。「卍」字符也出现在汉代的五铢钱币上。中國傳統紋樣中就有使用這個符號的萬字不到頭。康熙字典收录了左旋的「卍」與右旋的「卐」为汉字，其部首都是“十”，部首以外的笔划数为四。
在英文世界，「卐」字称为“swastika”，这源于梵语拉丁字母转写的“svástika”（羅馬化：svástika）。印度教的「卐」字形状和常見的「卐」字符不同，它还包括四個圖点。「卐」字在印度教、佛教、耆那教等宗教中被认为是一个神圣和吉祥好运的标志。它宗教的用途可以追溯到公元前2世纪，它史前的出现更可以追溯到公元前一萬至一萬三千年。在西藏原始宗教苯教中，卐字（藏語：གཡུང་དྲུང་།，威利转写：g.yung drung）是“永恒不变”的象征，由于藏传佛教中使用的转经筒都是从左向右转，所以都写作“卐”（右旋）。在佛教传入中国后，鸠摩罗什、唐代高僧玄奘将「卍」翻译为「德」。北魏菩提流支在《十地经论》中译为“萬”字，中国唐代武则天将卍定音为“万”，义为“吉祥万德之所集”。佛教中亦写作左旋的“卍”，但唐釋慧琳《一切经音义》等认为应以右旋的「卐」為準。
在近現代，不同的文化重新賦予了這個符號或類似物各種不同的意義，有些文化使用符號作為他們的象徵；另外一些文化則沒有賦予這個符號特殊的意義，而是作為某種裝飾用途。纳粹德国使用了這個符號作為他們的神聖象徵，「卐」字出現在纳粹德国國旗及纳粹黨黨旗上，纳粹黨所使用的「卐」字通常是右旋和黑色的，除元首旗和少数特例之外，通常正式的纳粹标志呈45度倾斜。芬蘭軍隊也使用這個符號作為他們的象徵。此外還包括早期的日本民族主義者。另外，中國始建於清代1865年的金陵兵工廠的廠徽為一個左旋的「卍」字。自1938年開始，中國漢陽兵工廠的漢陽造步槍生產交與金陵兵工廠後，從1939年至1944年生產的漢陽八八式步槍和中正式步槍槍匣上便刻有左旋的金陵兵工廠「卍」字廠徽及「漢式」字樣。
然而使用這個符號的人不一定把它作為一種神聖象徵，而是完全出於諷刺的意圖，例如美國飛行員在二戰時便在戰機上涂上這個符號去標記該飛行員擊殺德軍戰機的數量，作為對纳粹德国的蔑視。
到了現時，不少的團體仍有使用這個符號，但各個團體對這個符號所賦予的意義和使用意圖也不盡相同，有些是在維持自身宗教或文化的傳統；有些則是作為纳粹復辟運動、反猶太主義和白人至上主義的標誌，後者被不少國家視作違法行為。該符號的使用也成為當地文化上的禁忌。

## 歷史

### 古代的類似符號
从东亚到西欧，众多古老文化都曾使用類似「卐」字的符號。有關類似「卐」字的符號的起源問題的解讀則沿著文化擴散與卡爾·榮格的集體潛意識來嘗試解答。卡爾·薩根在《彗星》認為「卐」字來自彗星噴出氣體並且於大氣層旋轉的型態。

#### 新石器時代
根據考古記錄，類似的「卐」字符號最早已經在新石器時代出現。不少新石器時代的出土文物上都出現類似的符號。考古學家在伊朗胡齊斯坦省出土的陶器碎片中發現了這些圖案。在青銅時代初期，在俄羅斯烏拉爾山南部的辛達雪塔出土的陶器之上也有卐字圖案。早期印度的卐字卻在古吉拉特邦的羅索爾和巴基斯坦哈拉帕等地出土的印鑑中。
類似「卐」字的符號也在高加索地區中北部、阿塞拜疆、斯基泰人、薩爾馬提亞人於青銅時代或者石器時代器物中出現。在這些文化中，卐字符號不在重要的位置出現，只是眾多類似複雜程度不一的符號中的一員。
在非洲，類似「卐」字的符號出現於非洲東北部古代庫施地區考古發掘的陶器之上，譬如博爾戈爾山神廟內的陶器。
在基督教文化進入歐洲前，歐洲人的人工製品中都有類似的符號。這些形似「卐」字的符號是一個可以拼貼的圖案，可以在方型的籃子中屈曲蘆葦或茅草而成的。

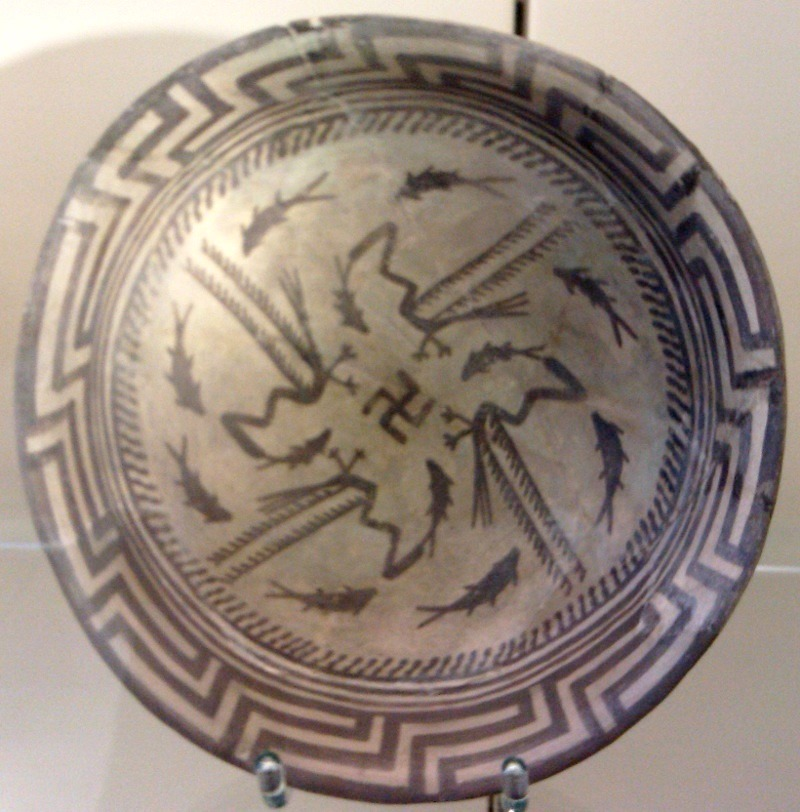
伊拉克萨迈拉文化中的卍字
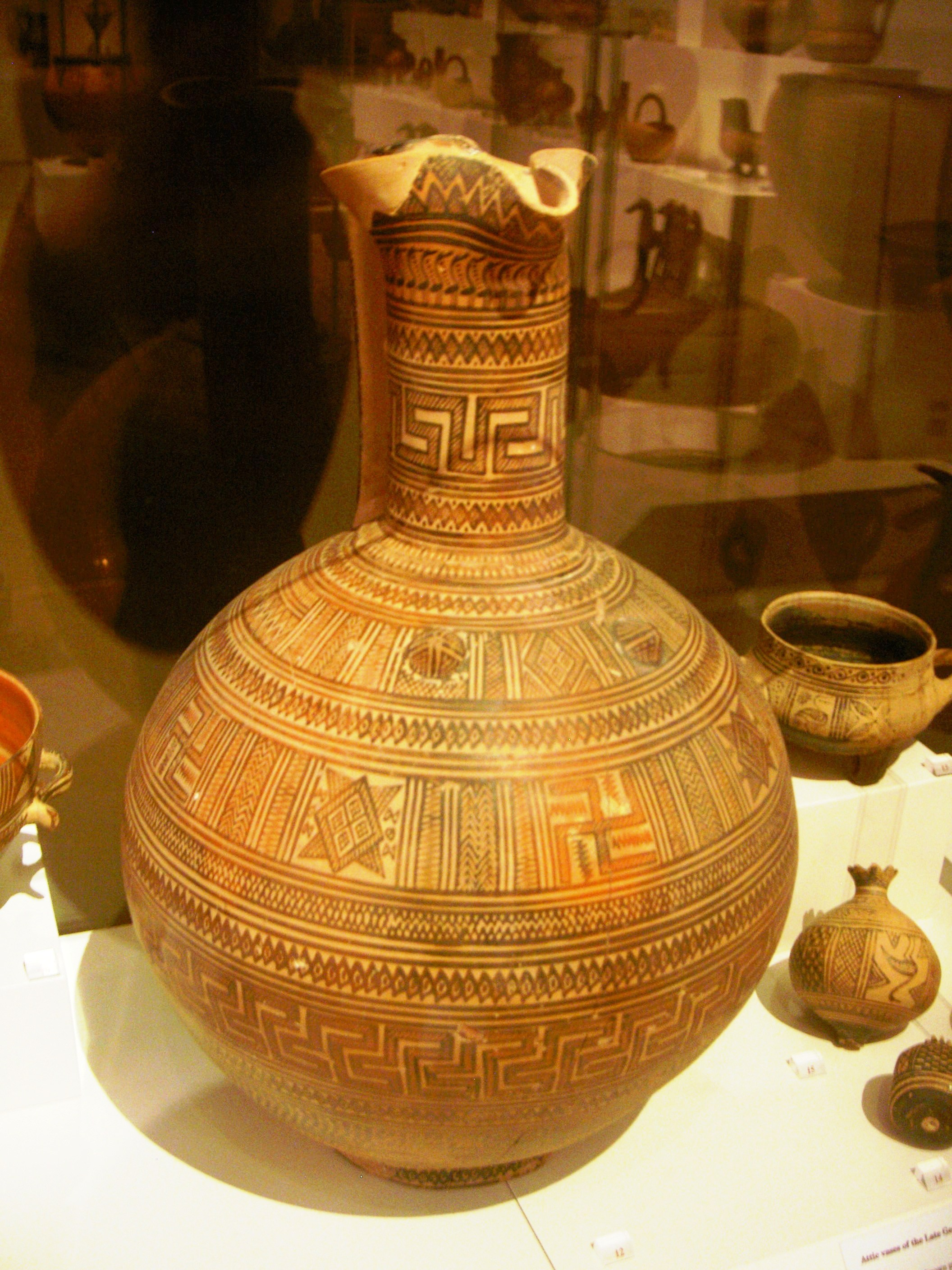
陶器上出現的卍字，現存於雅典國家考古博物館
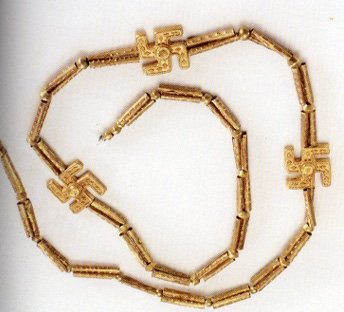
伊朗文物中出現的卐字，現藏於伊朗國立博物館
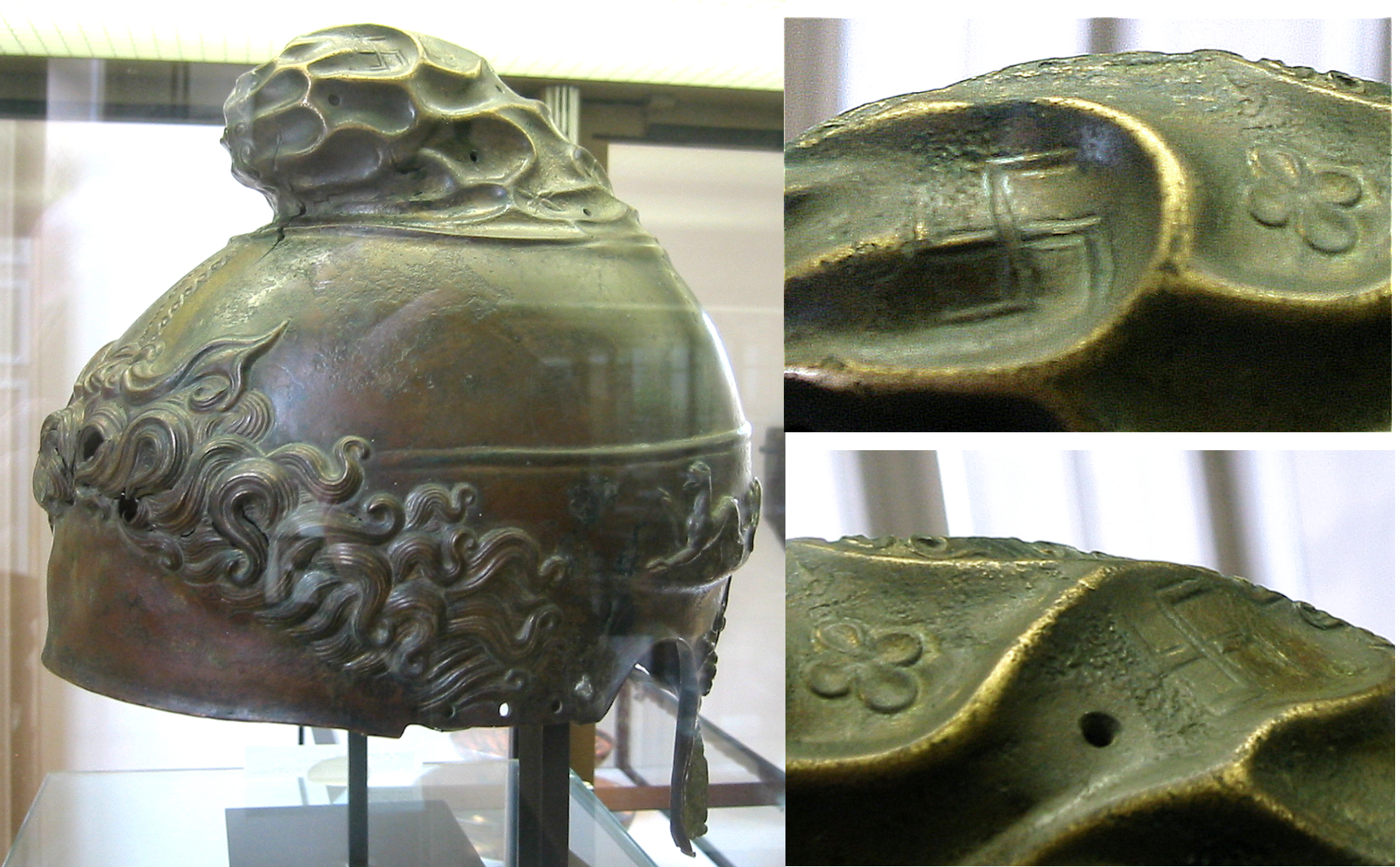
古代希臘頭盔上的卐字

#### 西藏苯教
西藏地區的類似「卍」字的符號被稱呼為「雍仲」，有永恆的象徵意義。

#### 印度教與耆那教

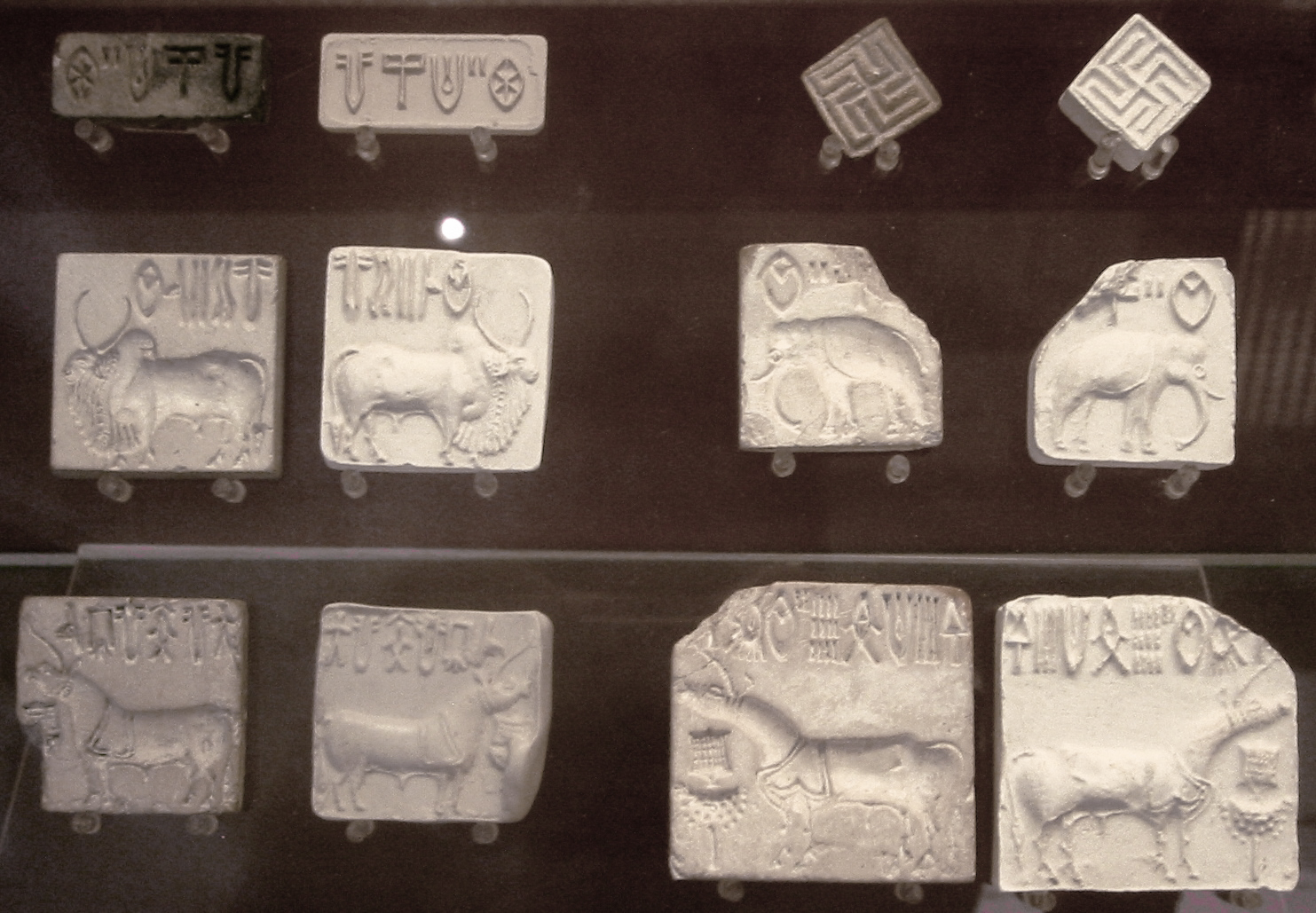
來自印度河流域文明的一些印鑑，其中右上方有兩方卍字印鑑，現存於大英博物館

一個類似「卍」字的符號在印度教、佛教、耆那教、密特拉教被當作神聖的符號。由於這些宗教信徒眾多，遍佈全世界，讓這個符號在古代或現代的社會中都非常常見。在東南亞，印度教國王引入了這個符號，並且構成現今印尼印度教的一部分。
在印度教中，創造之神梵天分別以左旋右旋的類似「卍」字的符號作為代表，左旋代表宇宙向外的演化與右旋代表向內的沈思。這個符號也被視為指向四方，意指安穩通達。它首次被當作太陽符號，見於印度教太陽神蘇利耶。在印度教徒心中，這個符號是最神聖的，最吉祥的符號，是印度教文化中常見的裝飾符號。差不多在整個印度大陸的廟宇、宗教雕塑、禮物與信件都見到它的蹤影。而印度教的格涅沙常常被描繪坐在類似「卍」字的符號與蓮花之上。這個符號除了在廟宇、祭壇中被人崇拜外，也在印度教的婚禮、節日、典禮、房屋、門戶、衣服、珠寶，甚至食物中出現。對於印度教來說，這個純粹幾何無音節相關的符號與「唵」－單一原始發音的符號都被認為是神聖的。而這個符號是毗濕奴108個符號之一，代表生命賴以存活的陽光。

#### 法轮功
法轮功的法轮是由佛家的“卍”字符和道家的太极组成。法轮功表示无论左旋的“卍”字和右旋“卐”字皆正确，无论法轮是顺时针旋转还是逆时针旋转都对修炼者有益。

#### 東亞
中国最早的類似「卍」字的符號出现在距今五千多年前马家窑文化的彩陶上。「卍」字符也出现在汉代的五铢钱币上。漢代《絲狀彗星圖鑑》上亦出現一個類似「卍」字的符號。
到漢代以後，佛教在中國與盛時，漢傳佛教廣泛使用這個「卍」字符號，根據《大方廣佛華嚴經》卷六五《入法界品》說：釋迦牟尼「胸標卍字，七處平滿。」因此「卍」被認為是吉祥，也是釋迦牟尼的三十二相之一。當時本來沒有適當的名稱。
唐朝的玄奘法師把卍翻譯為「德」，而在武周時武則天則把卍稱為「萬」，這影響了後來中國人對卍的稱呼皆沿用之。
到了宋朝，法雲在《翻譯名義集》卷六中引用了唐代慧苑《新譯大方廣佛華嚴經音義》說：「案卍字本非是字，大周長壽二年（公元693年）主上權制此文，著于天樞，音之為萬，謂吉祥萬德之所集也。」他說明了「卍」字的讀音在唐代被確定為「萬」。「卍」字在道教中象征着九宫。
中國傳統紋樣中就有類似的符號，稱為「萬字不到頭」。明清时期所建的皇家建筑的椽子头都被装饰有金「卍」字，另一头画有蝙蝠，意为万福。康熙字典收录了左旋的「卍」为汉字，其部首是「十」，笔划数为六。
在日本，「卍」字被稱呼為まんじ（manji，萬字），代表佛法、宇宙和諧、兩極的平衡，同時是地圖上寺院的符號。「卍」（左旋）代表愛與仁慈，「卐」（右旋）代表智慧與力量。
「卍」亦被作為家紋使用，例如津輕氏的「五割左万字」、蜂須賀氏的「丸左万字」等，根據『寛政重修諸家譜』的記載，江戶幕府家臣約有60家以「卍」為家紋。津輕氏的根據地青森縣弘前市就是以「卍」作為市章。

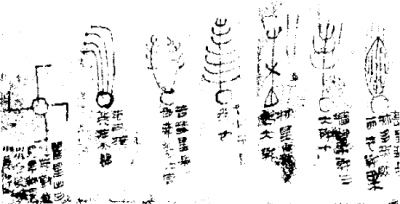
漢《絲狀彗星圖鑑》局部
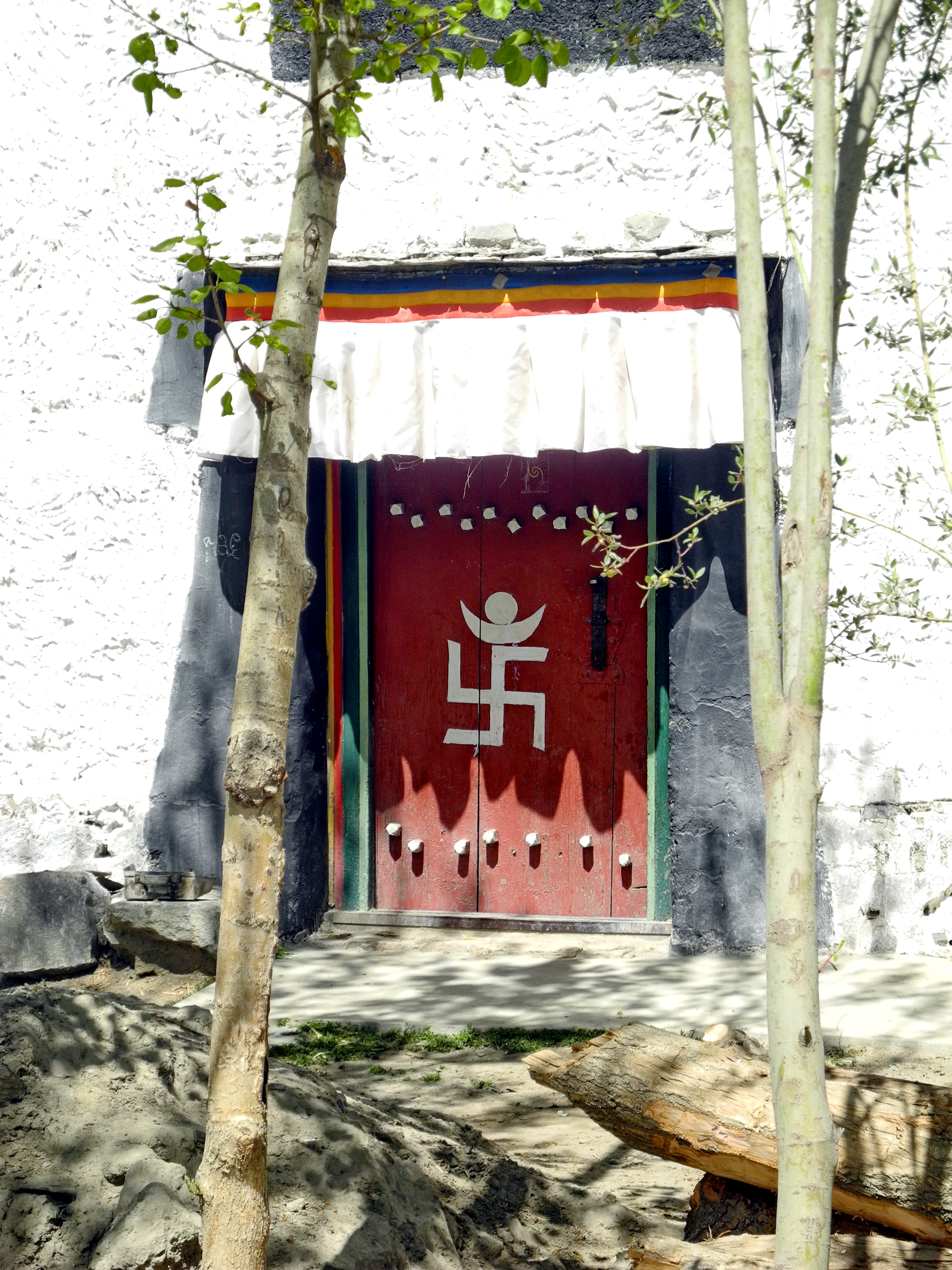
一扇藏傳佛教寺庙門上的右旋卐字
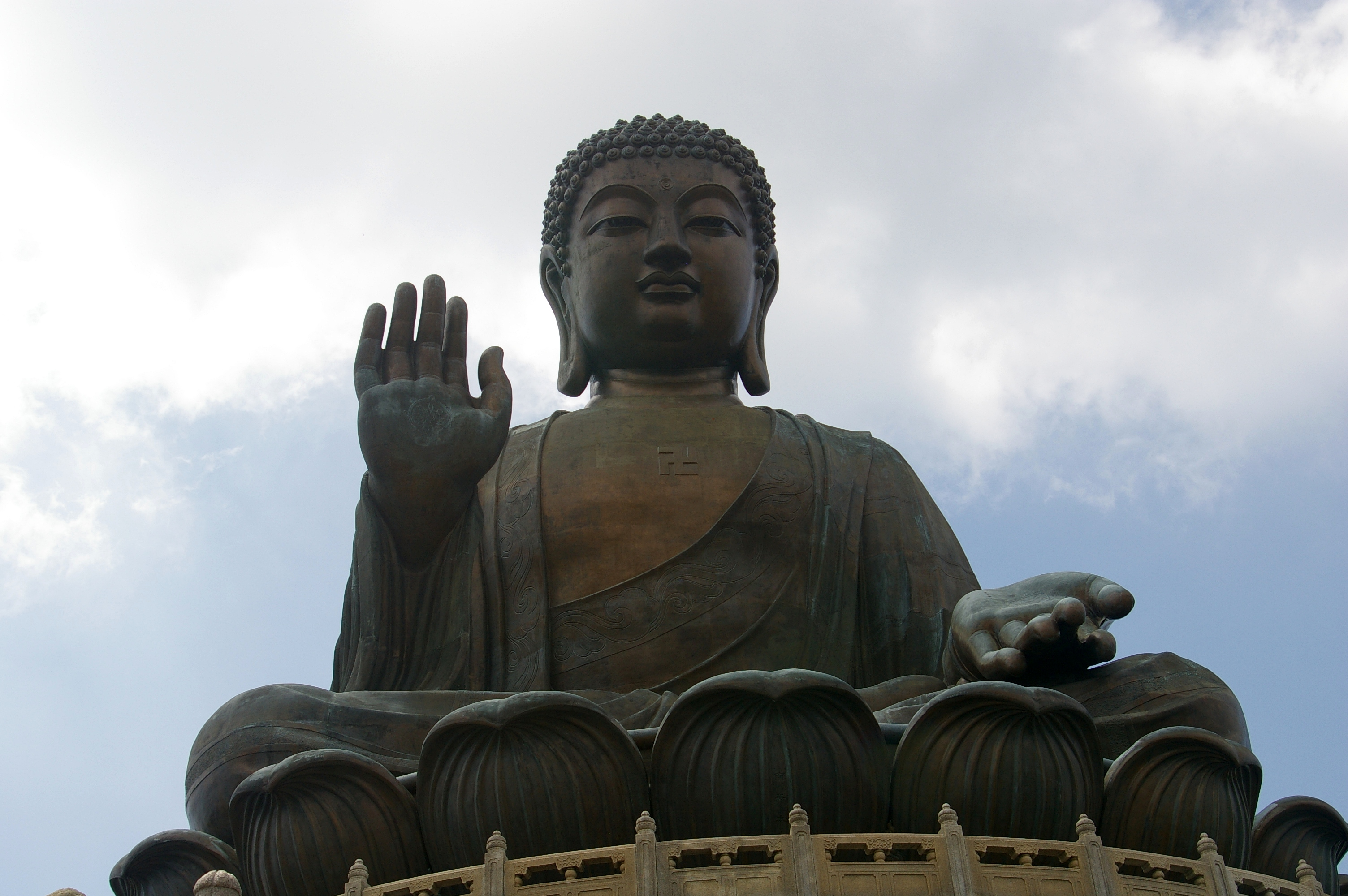
香港大嶼山的天壇大佛也有卍字
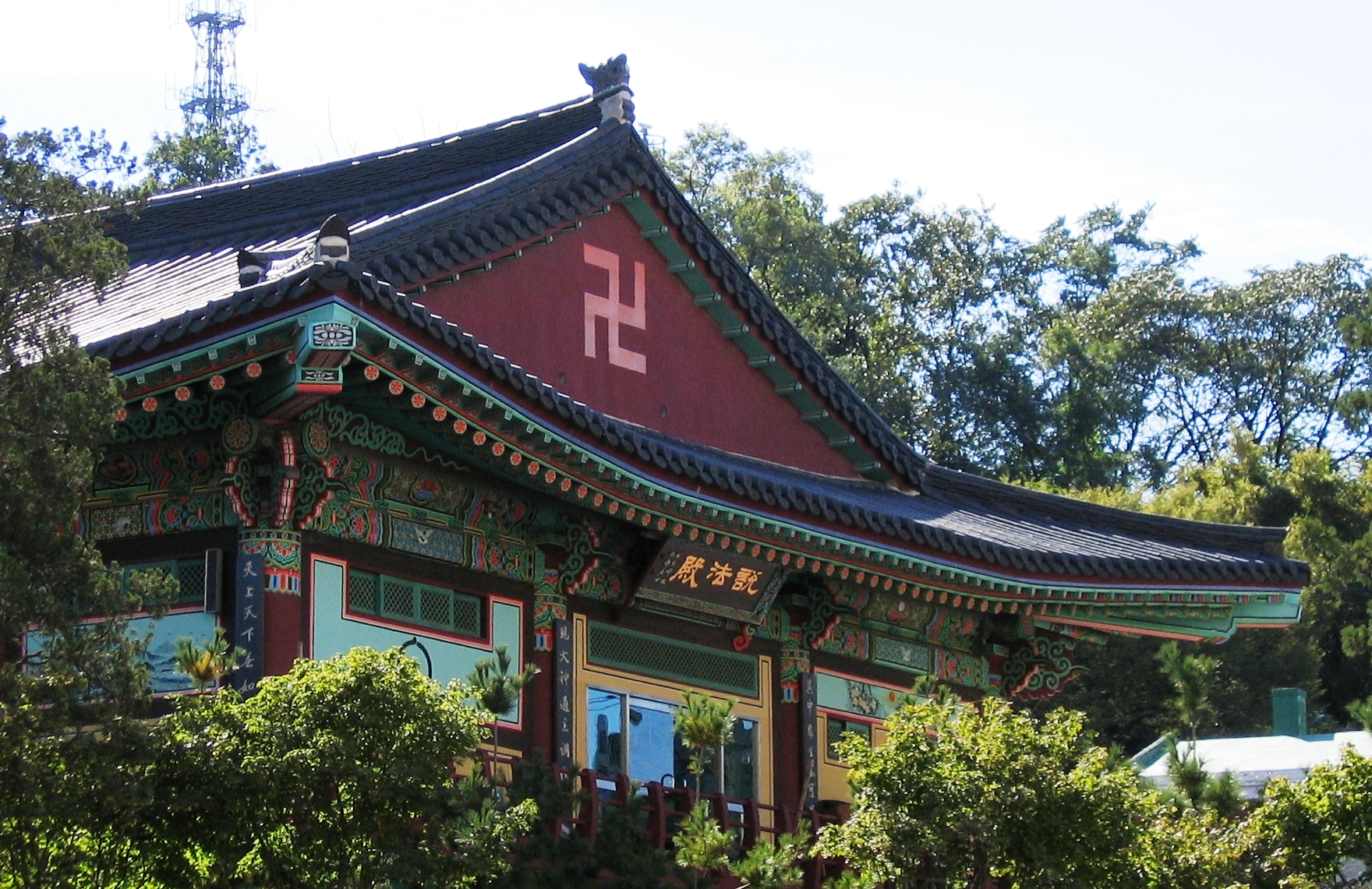
南韓首爾的佛寺上的卍字
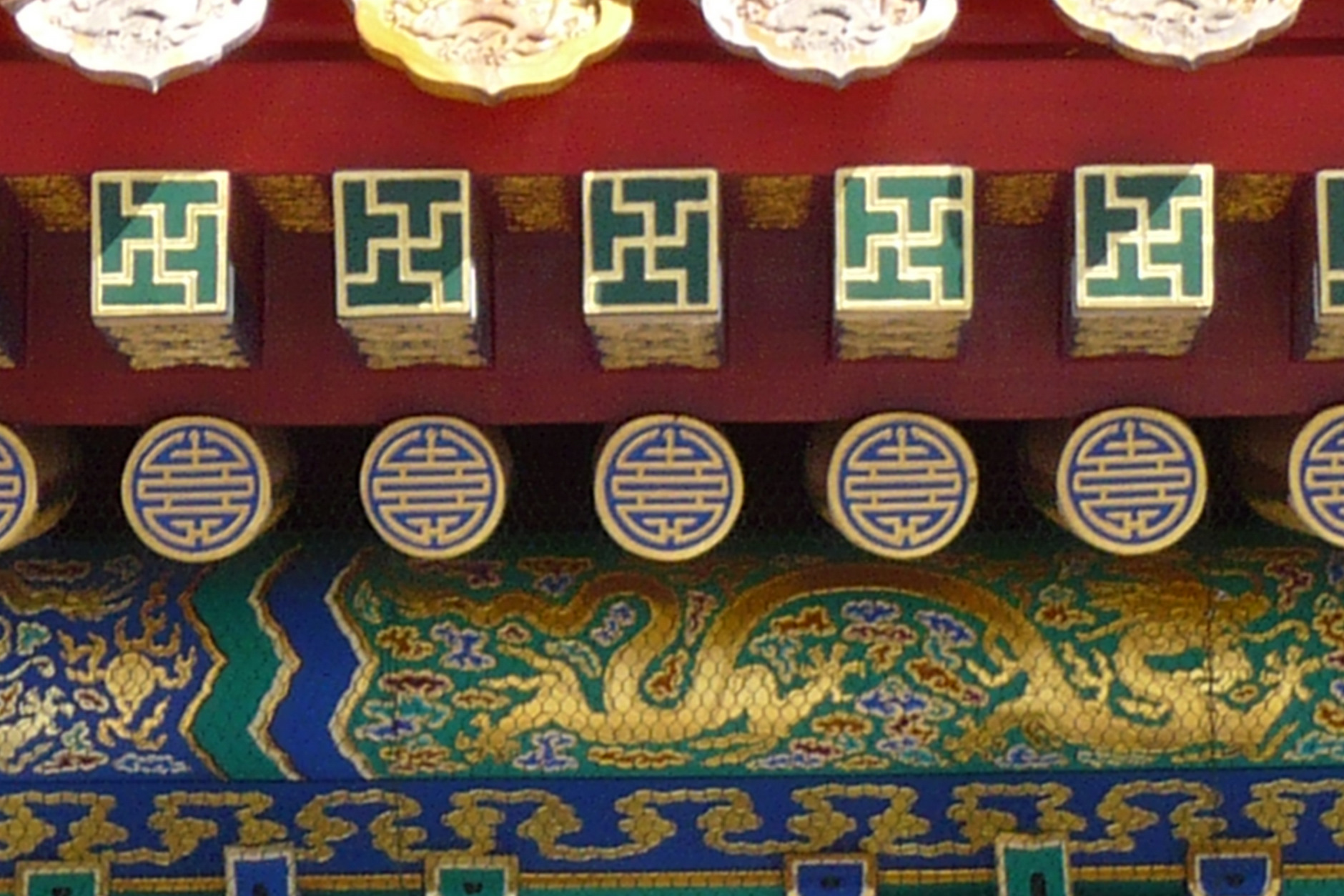
故宫乾清门椽子的「卍」字彩画

#### 臺灣原住民賽夏族
類似「卍」字的符號在賽夏族文化中被稱為雷女紋，根據賽夏傳說，雷女是雷神的女兒，下凡教導賽夏族編織和耕種，並與賽夏青年結婚。為了紀念雷女的貢獻，賽夏族人把閃電符號織在布上，稱為雷女紋。

### 近現代的意義
到了近現代，不同國家和文化重新賦予了這個符號或類似物各種不同的意義，有些國家使用符號作為他們的象徵，而有些國家則沒有賦予這個符號特殊的意義，而是作為某種裝飾用途。美國飛行員在二戰時甚至在戰機上涂上這個符號去標記該飛行員擊殺德軍戰機的數量，作為對德國的邈視和某種諷刺。

#### 日本
近現代的日本是其中一個最廣泛使用「卐」字的國家，「卐」或「卍」出現在神道教及日本佛教寺廟，以及一些紀念碑上。一些早期的日本民族主義者身穿的和服上也紋有「卍」字。

#### 芬蘭

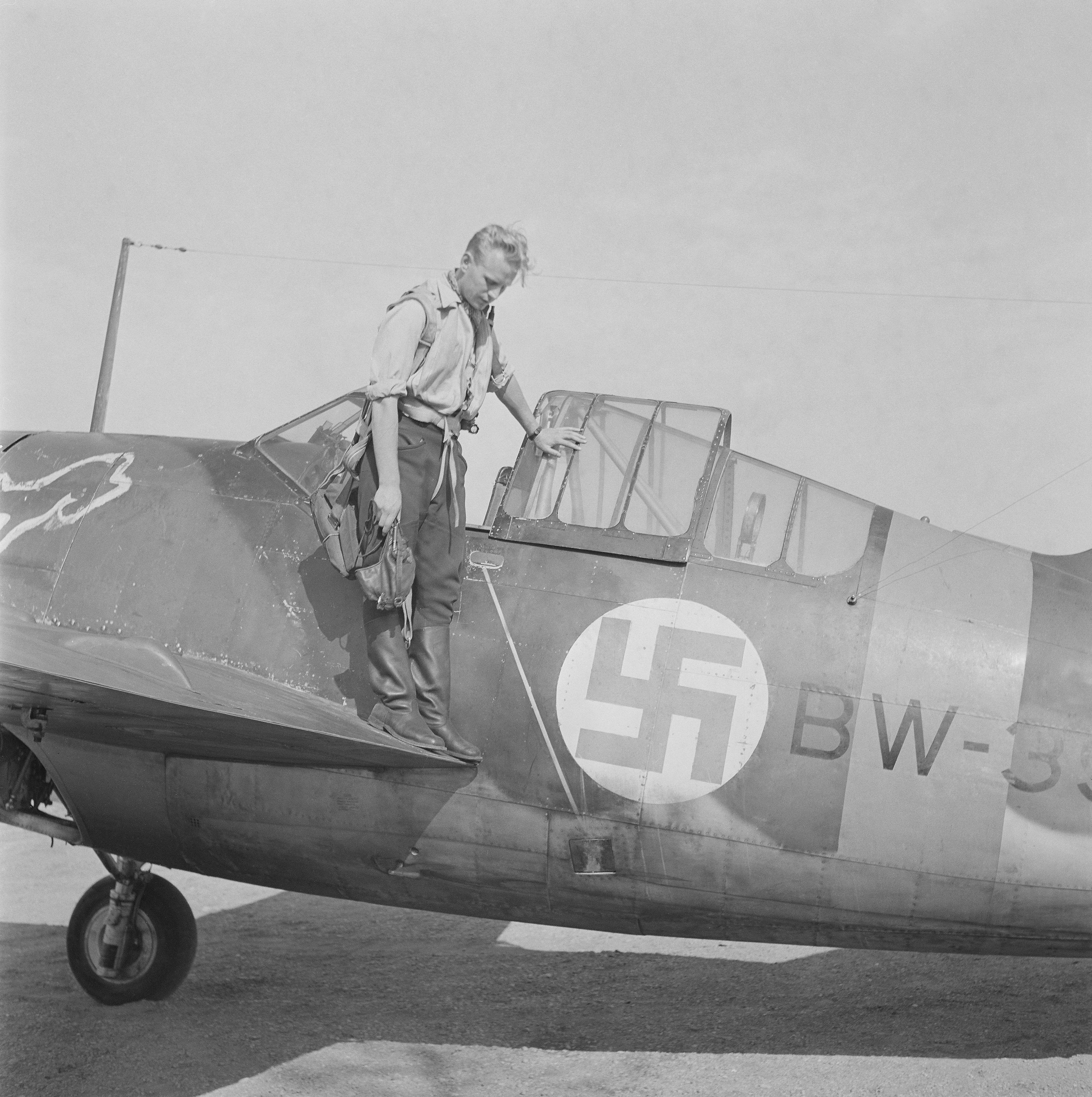
在一架芬兰空军軍機上的「卐」字标志。「卐」字标志是芬兰空军從1918年到1944年的徽號

在芬蘭，從1918年到1944年，与卐字類似的「hakaristi」成為空軍及陸軍徽章。蓝色hakaristi来自芬蘭內戰中，最初赠给白軍飛機的瑞典伯爵埃里克·冯·罗森（Eric von Rosen，亦是一名纳粹主义者）的幸運符號。Hakaristi現在仍然以不突出的形式用于芬蘭的獎牌及裝飾物。

#### 中國大陸（晚清至民初）
始建於清代1865年的金陵兵工廠的廠徽為一個左旋的「卍」字。自1938年開始，中國大陸漢陽兵工廠的漢陽造步槍生產交與金陵兵工廠後，從1939年至1944年生產的漢陽八八式步槍和中正式步槍槍匣上便刻有左旋的金陵兵工廠「卍」字廠徽及「漢式」字樣。由於它的稀有性，有著完好金陵兵工廠「卍」字廠徽的漢陽造步槍一般都可以在收藏品市場上賣到好價錢。

#### 美洲

美国丹佛國際機場衛星影像可以看出一個接近卐字的圖案

在20世紀早期的美國，仍然把「卍」字符用作童子軍、男女平等、女孩俱樂部等的標誌以及第一次世界大戰中美國第45軍團的臂章。在美國康涅狄格州哈特福德一個猶太會堂裡，「卍」字符曾被用作地板的裝飾圖案。其實現在的考古發現，在哥倫布到達美洲以前，美洲的土著在生活中使用「卍」字符的歷史已經很久了。

#### 納粹德國

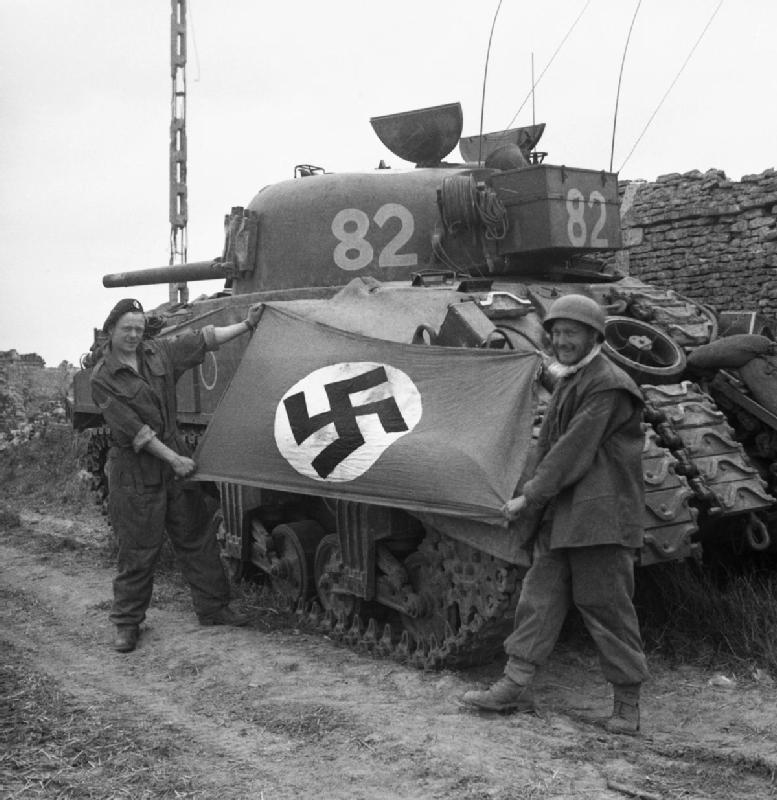
1944年7月10日，美军第27裝甲旅的謝爾曼坦克乘員在對卡昂發動襲擊時獲取的納粹德國「卐」字旗。

纳粹党在1920年启用了卐字标志。這個傾斜45°的右旋的「卐」字圖案，被稱為「Hakenkreuz」（德語直譯為鉤十字），用於納粹黨的旗幟、徽章及臂章。
阿道夫·希特勒1925年在《我的奋斗》中提及：
“同时，我自己在无数次的努力之后制定了这样一个最终方案：一面红色的，上面有白色圆形，中间有黑色卐字的旗帜。在长期试验后，我也发现了旗帜与白色圆圈的准确尺寸比例，还有卐字的形状和粗细。”
希特勒在设计纳粹党旗时，试图在旗帜中同时包含「卐」字和“那些代表我们辉煌过去、为德国带来诸多荣耀的令人尊敬的颜色”（红、白、黑是德意志帝國国旗的颜色）。希特勒亦称：“作为国家社会主义者，我们在旗帜中反映我们的计划：红色反映这一运动的社会思想，白色反映民族主义思想，卐字则反映为雅利安人奋斗的胜利以及这一创造性思想的胜利。”
「卐」字亦被理解为“创造、影响生活的符号”（das Symbol des schaffenden, wirkenden Lebens）和“日耳曼主义的种族符号”（Rasseabzeichen des Germanentums）。
使用「卐」字的纳粹理论家推测德国人在文化上源自雅利安人。在北欧主义者提出雅利安人入侵理论后，纳粹声称印度的早期雅利安人就是最初入侵的白人。纳粹主义的核心思想正是種族優生，而这一思想现已被证明不科学。阿爾弗雷德·羅森堡认为种族上的相似容易引发精神和种族上“混淆”的危险，认为「卐」字标志适合作为雅利安优等民族的符号。关于将「卐」字用作雅利安人種符号的最初记载在埃米尔-路易·比尔努夫的作品中出现。其后，德国的圭多·冯·李斯特等作家认为卐字是独有的雅利安符号。
在纳粹产生之前，「卐」字即已用在德国民族主义运动中。希特勒1933年成为德国总理后，纳粹党旗即与原第二帝國黑白紅德国国旗共同悬挂，1935年9月15日經微調的黨旗更被用作纳粹德国的国旗。
卐字被用于纳粹德国的多数徽章和旗帜中，尤其是政府和军事组织，但一些民间组织（如德國狩獵協會）亦使用卐字标志。
德国工人党和纳粹党均同时使用右旋和左旋的卐/卍字，但右旋卐字自1920年起被更频繁地使用。然而，陆上使用的卐字旗两面均为右旋，但海军旗反面为左旋卍字。
纳粹卐字标志有数个变种：
- 白色圆形上的45°倾斜黑色卐字（如纳粹党旗和纳粹德国国旗）；
- 白色菱形上的45°倾斜黑色卐字（如希特拉青年團）[16]；
- 有白色轮廓的45°倾斜黑色卐字，出现在納粹德國空軍飞机尾部；
- 白色圆形上带有黑白轮廓的的45°倾斜黑色卐字（如纳粹德国军旗）[17]；
- 白色圆形上带有黑白轮廓的的正黑色卐字（如元首旗）；
- 金色、银色、黑色或白色的小型45°倾斜卐字，见于一些徽章[18]；
- 外臂弯曲的卐字，形成一个破碎的圆（如亲卫队第11师）[19]

萨维特里·黛维等人亦试图将卐字在纳粹和印度教的使用相结合，认为希特勒是毗湿奴的化身（参见纳粹神秘主义）。
由于纳粹德国的使用，卐字自20世纪30年代起就被多数西方国家视为纳粹主义和白人優越主義的象征。二次大戰後，德国刑法第86条第一款規定任何人不得展示或散播屬於違憲組織的標誌，其中包括卐字、党卫队符号（SS-Runen）、凯尔特十字等納粹符號；歐洲許多國家也禁止這個卐的標誌在公共場所張貼或發放，卐字和納粹（Nazi）一詞一起成為了歐洲人的忌諱。

## 旗帜和徽章

### 旗帜

弘前市市旗
庫納雅拉特區區旗
朝鮮佛教旗
辛迪加蒸汽航運公司（英语：Scindia Steam Navigation Company Ltd.）船旗
耆那教旗幟
芬蘭空軍軍旗
新圣殿骑士团（英语：Order of the New Templars）团旗
支倉常長個人旗幟
羅馬尼亞國家社會主義黨（罗马尼亚语：Partidul Național-Socialist din România）黨旗
阿道夫·希特勒個人旗幟
納粹黨党旗（1920年至1945年）
納粹德國國旗（1935年至1945年）
美國納粹黨黨旗
瑞典國家社會主義黨黨旗
國家社會主義工人黨 (瑞典)（英语：National Socialist Workers' Party (Sweden)）黨旗
加拿大國家統一黨（英语：National Unity Party of Canada）黨旗
荷兰納粹黨黨旗
匈牙利國家社會主義農工黨（英语：Hungarian National Socialist Agricultural Labourers' and Workers' Party）黨旗（1932年至1933年）
俄罗斯法西斯党党旗
阿根廷國家社會主義陣線（西班牙语：Frente Nacional Socialista Argentino）旗幟
冰岛國民黨黨旗
丹麥國家社會主義運動（英语：National Socialist Movement of Denmark）旗幟
國家社會主義運動 (美國)（英语：National Socialist Movement (United States)）旗幟
帝國法西斯同盟（英语：Imperial Fascist League）旗幟
德裔美國人聯盟旗幟
沼田町町旗

### 徽章

蜂須賀氏家纹
弘前市市徽
法轮功徽章
美國陸軍第45步兵師臂章（1924年至1939年）
蒙古革命青年团团徽（1921年至1924年）
芬蘭空軍國籍標志（1934年至1945年）
芬蘭軍用車輛國籍標志（1941年至1945年）
瑞典通用电机公司商標（1933年前）
芬蘭空軍軍徽（1918年至1945年）
支倉常長個人徽章
生長之家（日语：生長の家）徽章
拉脱维亚空军（英语：Latvian Air Force）国籍标志
全俄法西斯組織徽章
加拿大國家統一黨（英语：National Unity Party of Canada）黨徽
丹麥國家社會主義運動（英语：National Socialist Movement of Denmark）徽章
纳粹党肩章
帝國法西斯同盟（英语：Imperial Fascist League）徽章
國家社會主義運動 (美國)（英语：National Socialist Movement (United States)）徽章
俄罗斯法西斯党党徽
納粹黨黨徽（1935年至1945年）
納粹德國國徽（1935年至1945年）
普魯士王國國徽（1933年至1945年）
利茨曼城（現波蘭羅茲）市徽（1941年至1945年）
沼田町町徽

### 腳註
1. 1 2  . 汉典.   [2016-08-19]. （原始内容存档于2016-08-29）.
2. 1 2  . （原始内容存档于2014-11-09）.
3. 1 2  .   [2012-05-16]. （原始内容存档于2011-04-25）.
4. ↑  .   [2009-03-03]. （原始内容存档于2009-01-14）.
5. ↑  .   [2009-03-07]. （原始内容存档于2008-10-02）.
6. ↑  Dunham, Dows "A Collection of 'Pot-Marks' from Kush and Nubia," Kush, 13, 131-147, 1965
7. ↑  《大方廣佛華嚴經》卷六五
8. ↑  鲍晶. . 新華網. 2004-01-06  [2009-03-08]. （原始内容存档于2007-12-04） （中文（中国大陆））.
9. ↑  . www.gsi.go.jp.   [2020-01-18]. （原始内容存档于2020-05-03）.
10. ↑  高澤等著『家紋の事典』東京堂出版 2008年
11. ↑  . 蘋果日報. 2014-08-20  [2015-10-09]. （原始内容存档于2016-03-04）.
12. ↑  . Gutenberg.net.au.   [2010-03-02]. （原始内容存档于2020-04-06）.
13. ↑  Walther Blachetta: Das Buch der deutschen Sinnzeichen (The book of German sense characters); reprint of 1941; page 47
14. ↑  Santiago Dotor and Norman Martin. "German Hunting Society 1934-1945 (Third Reich, Germany)" Flags of the World. March 15, 2003. The flag of the Reichsbund Deutsche Jägerschaft （页面存档备份，存于）
15. ↑  Mark Sensen, António Martins, Norman Martin, and Ralf Stelter. "Centred vs. Offset Disc and Swastika 1933-1945 (Germany) （页面存档备份，存于）". Flags of the World. December 29, 2004.
16. ↑  Marcus Wendel et al. "Hitler Youth (NSDAP, Germany) （页面存档备份，存于）". Flags of the World. January 17, 2004.
17. ↑  Norman Martin et al. "War Ensign 1938-1945 (Germany) （页面存档备份，存于）". Flags of the World. The "Reichskriegsflagge"
18. ↑  Flags at Flags of the World:
19. ↑  Nordland: A Brief History （页面存档备份，存于）( 19 October 2009)". Includes photo of the unusual curved Swastika worn by the division. Retrieved 3 October 2010.
20. ↑  . 南方周末. 2015-02-13  [2015-08-04]. （原始内容存档于2015-06-27）.

### 文獻
- Aigner, Dennis J. (2000). The Swastika Symbol in Navajo Textiles. Laguna Beach, California: DAI Press. ISBN 0-9701898-0-X.
- Sagan, Carl, and Ann Druyan (1985). Comet. New York: Random House. ISBN 0-394-54908-2. London: Joseph. ISBN 0-7181-2631-9.
- Tan Huay Peng. (1980-1983). Fun with Chinese Characters. Singapore: Federal Publications. ISBN 981-01-3005-8.
- Wilson, Thomas (Curator, Department of Prehistoric Anthropology, U.S. National Museum) (1896). "The Swastika: The Earliest Known Symbol, and Its Migrations; with Observations on the Migration of Certain Industries in Prehistoric Times". In Annual report of the Board of Regents of the Smithsonian Institution. Washington DC: Smithsonian Institution

- A critical update to remove unacceptable symbols from the Bookshelf Symbol 7 font（页面存档备份，存于）. Microsoft Knowledge Base Article 833407. 2004-11-08.
- Aigner, Dennis J. (2000). The Swastika Symbol in Navajo Textiles. Laguna Beach, California: DAI Press. ISBN 0-9701898-0-X.
- . BBC News. 2005-01-13  [2021-04-08]. （原始内容存档于2011-05-12） （英国英语）.
- Clube, V. and Napier, B. The Cosmic Serpent. Universe Books, 1982.
- Enthoven, R.E. The Folklore of Bombay. London: Oxford University Press, 1924 (pp. 40–45).
- Gardner, N. (2006) Multiple Meanings: The Swastika Symbol. In Hidden Europe（页面存档备份，存于）, 11, pp. 35–37. Berlin. ISSN 1860-6318.
- Jaume Ollé, Željko Heimer, and Norman Martin. "State Flag and Ensign 1935–1945（页面存档备份，存于）" 2004-12-29. The Reichsdienstflagge.
- Lonsdale, Steven. Animals and the Origin of Dance, Thames and Hudson Inc., NY, 1982 (pp. 169–181).
- MacCulloch, C.J.A. Canon, John A. (Ed.) Mythology of all Races. vol. 8 ("Chinese Mythology" Ferguson, John C.) Marshall Jones Co. Boston, MA 1928 (p. 31).
- ManWoman. Gentle Swastika: Reclaiming the Innocence, Cranbrook, B.C., Canada: Flyfoot Press, 2001. ISBN 0-9688716-0-7.
- Marcus Wendel, Jaume Ollé, et al. "Schutzstaffel/SS（页面存档备份，存于）" 2001-12-14.
- Morphy, Howard (Ed.). Animals into Art (ONE WORLD ARCHAEOLOGY; vol. 7) Unwin Gyman Ltd., London, 1989 (chapt. 11 Schaafsma, Polly).
- Norman Martin et al. "Standard of the Leader and National Chancellor 1935–1945（页面存档备份，存于）". 2004-04-09. Hitler's personal flag.
- Roy, Pratap Chandra. The Mahabharata, Munshiram Manoharlal, New Delhi, 1973 (vol. 1 section 13–58, vol. 5 section 2–3).
- Schliemann, Henry. Ilios Harper & Brothers, Franklin Square, NY, 1881 (pp. 334–353).
- Tan Huay Peng. (1980–1983). Fun with Chinese Characters. Singapore: Federal Publications. ISBN 981-01-3005-8.
- The Swastika（页面存档备份，存于）: The Earliest Known Symbol, and Its Migrations; with Observations on the Migration of Certain Industries in Prehistoric Times. In Annual report of the Board of Regents of the Smithsonian Institution. Washington DC: Smithsonian Institution
- Whipple, Fred L. The Mystery of Comets Smithsonian Inst. Press, Washington, DC 1985, (pp. 163–167).
- Wilson, Thomas (Curator, Department of Prehistoric Anthropology, U.S. National Museum) (1896).

## 外部連結
一般
- 霎哈嘉瑜伽中文通訊 2‧佛教的本相（页面存档备份，存于）
- The Swastika in Heraldry（页面存档备份，存于） (comments from the Heraldica mailing list)
- The Origins of the Swastika（页面存档备份，存于） BBC News
- Windsor's "Swastikas" Hockey Teams 1905-1916
- sites presenting versions of Wilson's The Swastika (above)
  - The Swastika （页面存档备份，存于） (a transcription for Northvegr by Alfta Svani Lothursdottir; contains some transcription errors)
  - Swaztika（页面存档备份，存于） (sic) (a scan of the original publication)
  - The Swastika, the Earliest Known Symbol（页面存档备份，存于） (a searchable facsimile at the University of Georgia Libraries; requires DjVu plugin)

起源
- Comets and the Bronze Age Collapse by Bob Kobres
- Swastika in Indian Culture（页面存档备份，存于） by Jyotsna Kamat

納粹用途
- Origins and its first appearance as a Nazi symbol
- The Swastika and the Nazis（页面存档备份，存于） by Servando González
- from Flags of the World（页面存档备份，存于）:
  - Origins of the Swastika Flag (Third Reich, Germany)（页面存档备份，存于） (collection of links and comments)
  - Neonazi flags (links to other FOTW pages)

禁忌
- Report: Lampposts（页面存档备份，存于） (a "City of Glendale Interdepartmental Communication" from the City Attorney to the Mayor discussing swastikas on 1920s lampposts in Glendale, California; Attachment E has photographs of the lampposts in question)

康復
- Friends of the Swastika (images of swastikas in various contexts)
- Rehabilitating the Fylfot (notes from the Odinic Rite's website)
- Rehabilitating the Swastika （页面存档备份，存于） Hindus in Britain launch campaign to revive the Swastika